# Luis Barrancos
Luis Barrancos (Santa Cruz, 1946. augusztus 19. –) bolíviai nemzetközi labdarúgó-játékvezető. Teljes neve. Luis Barrancos Alvarez.

## Pályafutása

### Nemzeti játékvezetés
A küldési gyakorlat szerint rendszeres partbírói tevékenységet is végzett. 
1970-ben lett az I. Liga játékvezetője. A nemzeti játékvezetéstől 1988-ban vonult vissza.

### Nemzetközi játékvezetés
A Bolíviai labdarúgó-szövetség Játékvezető Bizottsága (JB) terjesztette fel nemzetközi játékvezetőnek, a Nemzetközi Labdarúgó-szövetség (FIFA) 1972-től tartotta nyilván bírói keretében. A FIFA JB központi nyelvei közül a spanyolt beszéli. Több válogatott és nemzetközi klubmérkőzést vezetett, vagy működő társának partbíróként segített. A bolíviai nemzetközi játékvezetők rangsorában, a világbajnokság-Amerika-bajnokság sorrendjében többedmagával az 1. helyet foglalja el 6 találkozó szolgálatával. Az aktív nemzetközi játékvezetéstől 1988-ban vonult vissza.

#### Labdarúgó-világbajnokság
A világbajnoki döntőhöz vezető úton Argentínába a XI., az 1978-as labdarúgó-világbajnokságra, Spanyolországba a XII., az 1982-es labdarúgó-világbajnokságra, valamint Mexikóba a XIII., az 1986-os labdarúgó-világbajnokságra a FIFA JB játékvezetőként alkalmazta. Selejtező mérkőzéseket a CONMEBOL zónában vezetett. A FIFA JB elvárása szerint, ha nem vezetett, akkor partbíróként tevékenykedett. Egy csoportmérkőzésen 2. számú besorolást kapott. Világbajnokságon vezetett mérkőzéseinek száma: 1 + 1 (partbíró).

##### 1978-as labdarúgó-világbajnokság

###### Selejtező mérkőzés
| Időpont           | Helyszín             | Mérkőzés típusa            | Mérkőzés     | Eredmény |
| ----------------- | -------------------- | -------------------------- | ------------ | -------- |
| 1977. március 12. | Városi Stadion, Lima | CONMEBOL zóna (3. csoport) | Peru–Ecuador | 4 : 0    |

##### 1982-es labdarúgó-világbajnokság

###### Selejtező mérkőzés
| Időpont         | Helyszín                    | Mérkőzés típusa            | Mérkőzés         | Eredmény |
| --------------- | --------------------------- | -------------------------- | ---------------- | -------- |
| 1981. május 17. | Központi Stadion, Guayaquil | CONMEBOL zóna (3. csoport) | Ecuador–Paraguay | 1 : 0    |

###### Világbajnoki mérkőzés
| Időpont          | Helyszín                                 | Mérkőzés típusa              | Mérkőzés              | Eredmény | Nézők száma |
| ---------------- | ---------------------------------------- | ---------------------------- | --------------------- | -------- | ----------- |
| 1982. június 23. | José Rico Pérez Saupin Stadion, Alicante | csoportmérkőzés (C. csoport) | Argentína–El Salvador | 2 : 0    | 32 000      |

##### 1986-os labdarúgó-világbajnokság

###### Selejtező mérkőzés
| Időpont         | Helyszín                  | Mérkőzés típusa            | Mérkőzés      | Eredmény | Nézők száma |
| --------------- | ------------------------- | -------------------------- | ------------- | -------- | ----------- |
| 1985. május 26. | El Campín Stadion, Bogotá | CONMEBOL zóna (1. csoport) | Kolumbia–Peru | 1 : 0    | 53 000      |

#### Copa América
Peru a 32., az 1979-es Copa América, valamint Uruguay a 33., az 1987-es Copa América labdarúgó tornát rendezte, ahol a CONMEBOL JB bírói szolgálatra foglalkoztatta.

##### 1979-es Copa América

###### Copa América mérkőzés
| Időpont            | Helyszín                                             | Mérkőzés típusa              | Mérkőzés           | Eredmény | Nézők száma |
| ------------------ | ---------------------------------------------------- | ---------------------------- | ------------------ | -------- | ----------- |
| 1979. augusztus 1. | Polideportivo de Pueblo Nuevo Stadion, San Cristóbal | csoportmérkőzés (A. csoport) | Venezuela–Kolumbia | 0 : 0    | 18 000      |

##### 1987-es Copa América

###### Copa América mérkőzés
| Időpont          | Helyszín                                   | Mérkőzés típusa              | Mérkőzés        | Eredmény | Nézők száma |
| ---------------- | ------------------------------------------ | ---------------------------- | --------------- | -------- | ----------- |
| 1987. június 30. | Olímpico Chateau Carreras Stadion, Córdoba | csoportmérkőzés (B. csoport) | Chile–Venezuela | 3 : 1    | 5 000       |